# Courtavon
Courtavon település Franciaországban, Haut-Rhin megyében. Lakosainak száma 341 fő (2022. január 1.). Courtavon Liebsdorf, Levoncourt, Oberlarg és Pfetterhouse községekkel határos.

## Népesség
A település népességének változása:
| Lakosok száma | 352  | 370  | 377  | 368  | 361  | 354  | 350  | 347  | 341  |
|               | 2013 | 2015 | 2016 | 2017 | 2018 | 2019 | 2020 | 2021 | 2022 |